# ميخائيل دي أفيلا
ميخائيل دي أفيلا (بالإنجليزية: Michael de Avila)‏ هو كاتب سيناريو ومخرج أمريكي، ولد في 1965.

## وصلات خارجية
- ميخائيل دي أفيلا على موقع IMDb (الإنجليزية)
- ميخائيل دي أفيلا على موقع ألو سيني (الفرنسية)
- ميخائيل دي أفيلا على موقع أول موفي (الإنجليزية)
- ميخائيل دي أفيلا على موقع قاعدة بيانات الفيلم (الإنجليزية)
- ميخائيل دي أفيلا على موقع كينوبويسك (الروسية)